# Французский институт
Французский институт (фр. Institut français) — государственное учреждение Франции в системе Министерства иностранных дел и Министерства культуры, созданное для расширения сферы культурного влияния Франции за рубежом.

## Общие сведения
На основании закона от 27 июля 2010 года об основах внешней политики Франции 1 января 2011 года под руководством бывшего министра Ксавье Даркоса создан Французский институт, заменивший прежнее ведомство — Culturesfrance. Его задачей является содействие развитию международного культурного обмена, современного творчества, а также распространение в мире французского языка, идей и знаний.
Сеть французских учреждений культуры за рубежом насчитывает, помимо 98 французских институтов в разных странах, 26 научно-исследовательских французских институтов, 131 службу культурного сотрудничества при посольствах и другие организации с общим числом сотрудников около 6000 человек. Они действуют при посольствах как дипломатические учреждения, и их деятельность контролируется государством.

## История французских культурных институтов и центров
Первый французский институт, Французский институт во Флоренции (фр. Institut français de Florence), основан в 1907 году во Флоренции Жюльеном Люшером (фр.) при содействии факультета искусств Университета Гренобля и других стран. Исторически сложилось так, что французские учреждения, созданные в первой половине XX века, были переданы академическим учреждениям, в то время как французские культурные центры, обычно созданные во второй половине XX века или в начале XXI века, были созданы французским правительством. Этой разницы больше не существует, и теперь культурные центры принимают название Institut Français.